# 沙努特 (堪薩斯州)
沙努特（英語：Chanute）是一個位於美國堪薩斯州尼歐肖縣的城市。

## 地方資料
根據2020年美國人口普查的數據，沙努特的面積為18.70平方千米，當中陸地面積為18.32平方千米，而水域面積為0.38平方千米。當地共有人口8722人，而人口密度為每平方千米466.42人。